# Баба Норіко
Баба Норіко (яп. 馬場 典子; нар. 4 травня 1977, Токіо, Японія) — японська футболістка, захисниця. Виступала в збірній Японії.

## Клубна кар'єра
Норіко народилася 4 травня 1977 року в Токіо. Дорослу футбольну кар'єру розпочала в 1994 році в клубі «Ніппон ТВ Балеза», кольори якої захищала до 2006 року. 

## Кар'єра в збірній
Дебютувала у збірній Японії 3 серпня 2001 року в поєдинку проти Південної Кореї. З 2001 по 2002 рік зіграла 5 матчів у японській збірній.

## Статистика виступів у збірній
| жіноча національна збірна Японії | жіноча національна збірна Японії | жіноча національна збірна Японії |
| Рік                              | Матчі                            | Голи                             |
| -------------------------------- | -------------------------------- | -------------------------------- |
| 2001                             | 4                                | 0                                |
| 2002                             | 1                                | 0                                |
| Загалом                          | 5                                | 0                                |